# Tiora devanica
Tiora devanica is een vlinder uit de familie van de Lycaenidae. De wetenschappelijke naam van de soort is voor het eerst geldig gepubliceerd in 1874 door Moore.